# Гельфенштейн, Григорий Ильич
Григорий Ильич Гельфенштейн (3 января 1922 года) — старший оператор РЛС «Редут-3», предупредивший запланированное германскими войсками уничтожение Балтийского флота в Кронштадте сентябре 1941 года.

## Биография
Родился в Одессе 3 января 1922 года.
В 1940 году после окончания средней школы-десятилетки № 36 призван в армию.
После начала войны — старший оператор РЛС «Редут-3».
21 сентября 1941 года расшифровал на индикаторе около 230 вражеских бомбардировщиков и вскоре понял, что две из трёх ударные колонны начали движение к Финскому заливу. Догадался: они летят бомбить Кронштадт, чтобы уничтожить корабли Балтийского флота.
Вопреки инструкции, без шифровки передал донесение на командный пункт ПВО Ленинградского фронта, в Кронштадт и на командный пункт противовоздушной обороны Балтийского флота.
Была объявлена тревога, в результате чего удалось избежать значительно больших потерь от нападения немецкой авиации на Кронштадт..
После войны Гельфенштейн продолжил заниматься радиолокацией, окончил ЛПИ (1961), получил около 20 авторских свидетельств на изобретения.